# Uxbridge, Ontario
Uxbridge är en ort och kommun (township) i den kanadensiska provinsen Ontarios sydöstra del och är inkluderad i Torontos storstadsområde. Kommunen breder sig ut över 420,52 kvadratkilometer (km2) stor yta och har en folkmängd på 21 556 personer, vilket ger en folktäthet på 51 personer per kvadratkilometer. I tätorten bor 11 794 personer på 15,46 km2, vilket ger 763 invånare per km2.
Kommunen grundades 1850 och fick sitt namn från Uxbridge, som är en stadsdel i den brittiska huvudstaden London.